# فاليريا سولوفيفا
فاليريا سولوفيفا (بالروسية: Соловьёва, Валерия Александровна) مواليد 3 نوفمبر 1992 في ساراتوف، هي لاعبة كرة مضرب روسية. هي إحدى بطلات الجراند سلام. أعلى تصنيف لها في الفردي كان 163. أعلى تصنيف لها في الزوجي كان 67.

## النهائيات

### الفردي (1–2)
| الحصيلة | الرقم | التاريخ       | الدورة        | الأرضية | المنافس            | النتيجة       |
| ------- | ----- | ------------- | ------------- | ------- | ------------------ | ------------- |
| الفوز   | 1.    | 26 يوليو 2010 | بري، بلجيكا   | ترابية  | جورج ميرتيل        | 5–7, 6–4, 6–3 |
| الوصافة | 1.    | 1 أغسطس 2011  | موسكو، روسيا  | ترابية  | فالنتينا إفاكهننكو | 1–6, 3–6      |
| الوصافة | 2.    | 25 يونيو 2012 | يستاد، السويد | ترابية  | كارينا ويثوفت      | 2–6, 1–6      |

## روابط خارجية
- فاليريا سولوفيفا على موقع رابطة محترفات التنس (الإنجليزية)
- فاليريا سولوفيفا على موقع الاتحاد الدولي لكرة المضرب (الإنجليزية)
- فاليريا سولوفيفا على موقع كأس بيلي جين كينغ (الإنجليزية)
- فاليريا سولوفيفا على موقع خلاصة التنس.كوم (الإنجليزية)